# Joaquín Drut
Joaquín Emiliano Drut (* 1978 in La Plata) ist ein argentinischer theoretischer Physiker, der sich mit quantenmechanischer  Vielteilchentheorie in der Festkörperphysik und Kernphysik befasst.
Drut wuchs in La Plata auf und studierte 2003 bis zur Promotion 2008 an der University of Washington Physik. Als Post-Doktorand war er in der Gruppe für theoretische Kernphysik der Ohio State University und 2010 bis 2012 in der Theorieabteilung des Los Alamos National Laboratory. 2012 wurde er Assistant Professor und Melchor Fellow an der University of North Carolina at Chapel Hill.
Er entwickelte Quanten-Monte-Carlo-Simulationsverfahren auf dem Gitter für Vielteilchensysteme in der Festkörperphysik, unter anderem für Graphen (wobei sie sich für einen Isolator als Grundzustand aussprechen) und einen Übergang von BCS-Supraleiter zu Bose-Einstein-Kondensat in einem Fermionengas bei tiefen Temperaturen, den sie als Supraflüssigkeit neuer Art einstuften.
2009 erhielt er den Hermann Kümmel Award in Vielteilchentheorie, für die Bestimmung der thermodynamischen und Pairing-Eigenschaften eines verdünnten wechselwirkenden Spin 1/2 Fermigases (drei Dimensionen) im unitären Regime unter Verwendung von Quanten-Monte-Carlo- und feldtheoretischen Methoden.

## Schriften
- mit Aurel Bulgac, Piotr Magierski: Spin 1/2 fermions in the unitary regime: A superfluid of a new type, Phys. Rev. Lett., Band 96, 2006, 090404, Arxiv
- mit Aurel Bulgac, Pietro Magierski: Quantum Monte Carlo simulations of the BCS-BEC crossover at finite temperature, Phys. Rev. A. 78, 2008, S. 023625, Arxiv
- mit Aurel Bulgac, Pietro Magierski: Spin 1/2 Fermions in the Unitary Regime at Finite Temperature, Int. J. Mod. Phys., Band 20, 2006, S.  5165, Arxiv
- mit P. Magierski, G. Glazlowski, A. Bulgac: Finite-temperature pairing gap of a unitary Fermi gas by quantum Monte Carlo calculations, Physical Review Letters, Band 103, 2009, S. 210403
- mit A. Bulgac, P. Magierski: Thermodynamics of a trapped unitary fermi gas, Phys. Rev. Lett., Band 99, 2007, S. 120401, Arxiv
- mit Timo A. Lähde: Lattice field theory simulations of graphene, Phys. Rev. B, Band 79, 2009, S. 165425, Arxiv
- mit Timo A. Lähde: Is graphene in vacuum an insulator ?, Phys. Rev. Lett., Band 102, 2009, S. 026802, Arxiv
- mit Timo A. Lähde: Critical exponents of the semimetal-insulator transition in graphene: A Monte Carlo study, Physical Review B, Band 79, 2009, S. 241405, Arxiv
- mit R. J. Furnstahl, L. Platter: Toward ab initio density functional theory for nuclei, Progress in Particle and Nuclear Physics, Band 64, 2010, S. 120–168
- mit Amy Nicholson: Lattice methods for strongly interacting many-body systems, Journal of Physics G, Band 40, 2013, 40 04310,  Arxiv